# Бети Фридан
Бети Фридан (енгл. Betty Friedan; Пиорија, 4. фебруар 1921 — Вашингтон, 4. фебруар 2006), америчка феминисткиња и политичка активисткиња понекад означавана као мајка ослобођења жена и писац. Њеном делу Мистика женствености (1963) често се приписује да је подстакло настанак другог таласа феминизма. У њему се бавила безименим проблемом: осећањем фрустрације и очајања америчких жена у предграђима. Допринела је оснивању Националне организације жена (NOW) 1966. и постала је њен први председник. У књизи друга фаза (1983) указала је на опасност да изградња личности може да доведе до тога да жене занемаре децу, дом и породицу. Међу њене касније радове спада Врело епохе (1993).